# Stångby församling
Stångby församling var en församling i Lunds stift och i Lunds kommun. Församlingen uppgick 1992 i Torns församling.

## Administrativ historik
Församlingen har medeltida ursprung. 
Församlingen var till 1 maj 1933 moderförsamling i pastoratet Stångby och Vallkärra. Från 1 maj 1933 till 1992 annexförsamling i pastoratet Vallkärra, Stångby, Västra Hoby och Håstad som från 1962 även omfattade Igelösa församling och Odarslövs församling Församlingen uppgick 1992 i Torns församling.

## Kyrkor
- Stångby kyrka